# David E. Finley

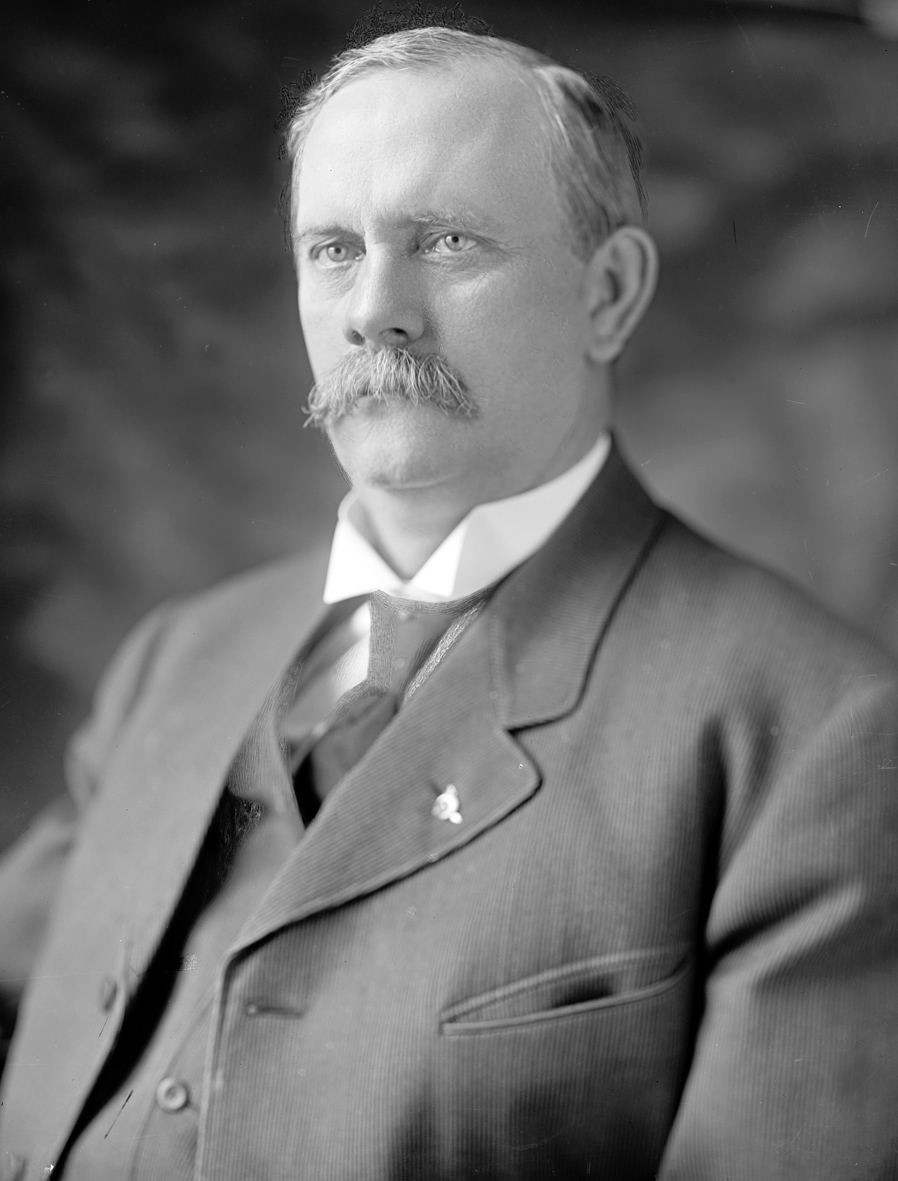
David E. Finley

David Edward Finley (* 28. Februar 1861 in Trenton, Phillips County, Arkansas; † 26. Januar 1917 in Charlotte, North Carolina) war ein US-amerikanischer Politiker. Zwischen 1899 und 1917 vertrat er den Bundesstaat South Carolina im US-Repräsentantenhaus.

## Werdegang
David Finley besuchte die öffentlichen Schulen in Rock Hill und in Ebenezer (South Carolina). Nach einem anschließenden Jurastudium am South Carolina College, der heutigen University of South Carolina, und seiner im Jahr 1886 erfolgten Zulassung als Rechtsanwalt begann er in York in seinem neuen Beruf zu arbeiten. Gleichzeitig begann er als Mitglied der Demokratischen Partei eine politische Laufbahn.
In den Jahren 1890 und 1891 war Finley Abgeordneter im Repräsentantenhaus von South Carolina; von 1892 bis 1896 saß er im Staatssenat. Zur gleichen Zeit war er auch Kurator der University of South Carolina. 1898 wurde er im fünften Wahlbezirk von South Carolina in das US-Repräsentantenhaus in Washington, D.C. gewählt, wo er am 4. März 1899 die Nachfolge von Thomas J. Strait antrat. Nachdem er bei den folgenden Wahlen in seinem Mandat bestätigt wurde, konnte er bis zu seinem Tod am 26. Januar 1917 im Kongress verbleiben. Auch im Jahr 1916 war er erneut gewählt worden. Allerdings konnte er die am 4. März 1917 beginnende neue Legislaturperiode nicht mehr antreten. Nach einer Nachwahl fiel sein Mandat an Paul G. McCorkle. Während Finleys Zeit im Kongress wurden dort im Jahr 1913 der 16. und der 17. Verfassungszusatz verabschiedet. Dabei ging es um die bundesweite Einführung der Einkommensteuer und die Direktwahl der US-Senatoren.
Finleys Sohn David (1890–1977) machte sich auf kulturellem Gebiet einen Namen. Er war unter anderem Direktor der National Gallery of Art und Vorsitzender der United States Commission of Fine Arts.